# Justin Trudeau
Justin Trudeau   (Ottawa, 25 de desembre de 1971) és un polític canadenc que va exercir de primer ministre del Canadà entre el 2015 i el 2025. Paral·lelament, va liderar el Partit Liberal (PL) del 2013 al 2025, i és membre del parlament pel districte de Papineau (Montreal) des del 2008.

## Biografia

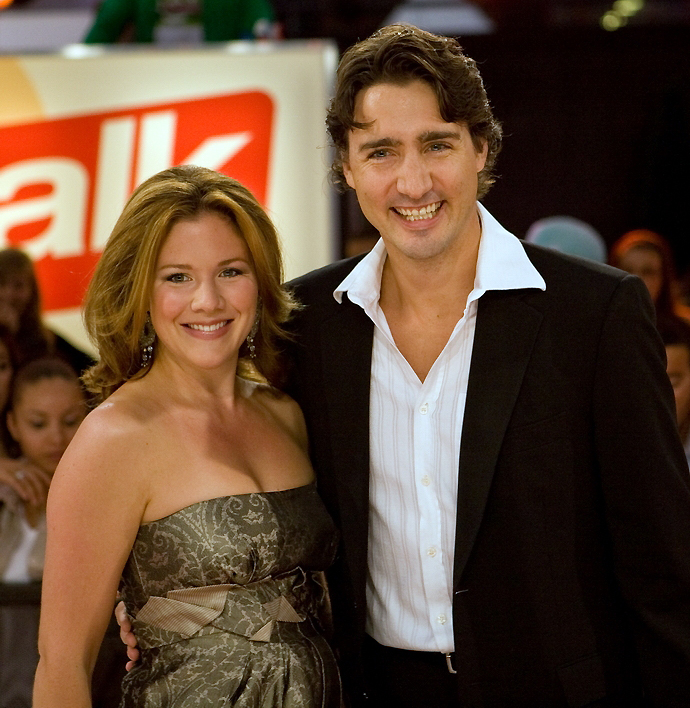
Justin Trudeau i Sophie Grégoire al Festival de Cinema de Toronto de 2008.

Nascut a Ottawa, el 25 de desembre de 1971, és fill de Pierre Trudeau, antic Primer Ministre del Canadà i de Margaret Sinclair, escriptora, actriu i fotògrafa. Va estudiar al Col·legi Jean-de-Brébeuf, on també havia estudiat el seu pare. Posteriorment, es va llicenciar en arts a la Universitat McGill. Anys després va obtenir una llicenciatura en educació a la Universitat de Colúmbia Britànica. L'any 1994 va emprendre un viatge per diferents països, com ara França, Espanya, Marroc, Sàhara, Benín, Rússia, la Xina, Tailàndia i Vietnam.
Després de tornar al Canadà, va exercir com a professor de francès i matemàtiques a la West Point Grey Academy i al Col·legi Secundari Sir Winston Churchill de Vancouver. El 2002 es va establir de nou a Mont-real i va estudiar enginyeria a l'Escola Politècnica de la Universitat de Mont-real (2002-2003). Posteriorment, i durant un any (2005-2006) va realitzar un màster en geografia mediambiental a la Universitat McGill.
El 28 de maig de 2005 es va casar amb Sophie Grégoire, presentadora de televisió i professora de ioga, amb qui té tres fills: Xavier James Trudeau (nascut el 18 d'octubre de 2007), Ella-Grace Trudeau (nascuda el 15 febrer 2009) i Hadrian Trudeau (nascut el 28 de febrer de 2014).
L'octubre de 2014 va publicar les seves memòries en el llibre Common ground  en el qual explica les ambivalències d'una infància privilegiada però marcada per la separació dels seus pares l'any 1977 i els problemes de la seva mare, afectada de trastorn bipolar. Després d'aquesta separació, el seu pare, Pierre Elliott Trudeau, va obtenir la custòdia d'ell i dels seus germans.

## Carrera política
A més del seu pare, el seu avi matern, James Sinclair, s'havia dedicat a la política i havia esdevingut ministre de pesca. Ja de petit, Justin era simpatitzant del Partit Liberal. A l'escola era conegut per ser un àvid defensor del federalisme impulsat pel seu pare, qui advocava per una societat bilingüe i equitativa contrària a l'independentisme del Quebec.
Va viure una vida discreta i apartada del focus mediàtic i no va ser fins a l'octubre del 2000, a l'edat de 28 anys, que durant una intervenció en el funeral del seu pare, a Mont-real, va aparèixer a l'escena pública. Poc després del funeral ja es va començar a parlar de la possibilitat d'una "dinastia Trudeau" tot i que Justin no tenia plans d'incorporar-se a la política.

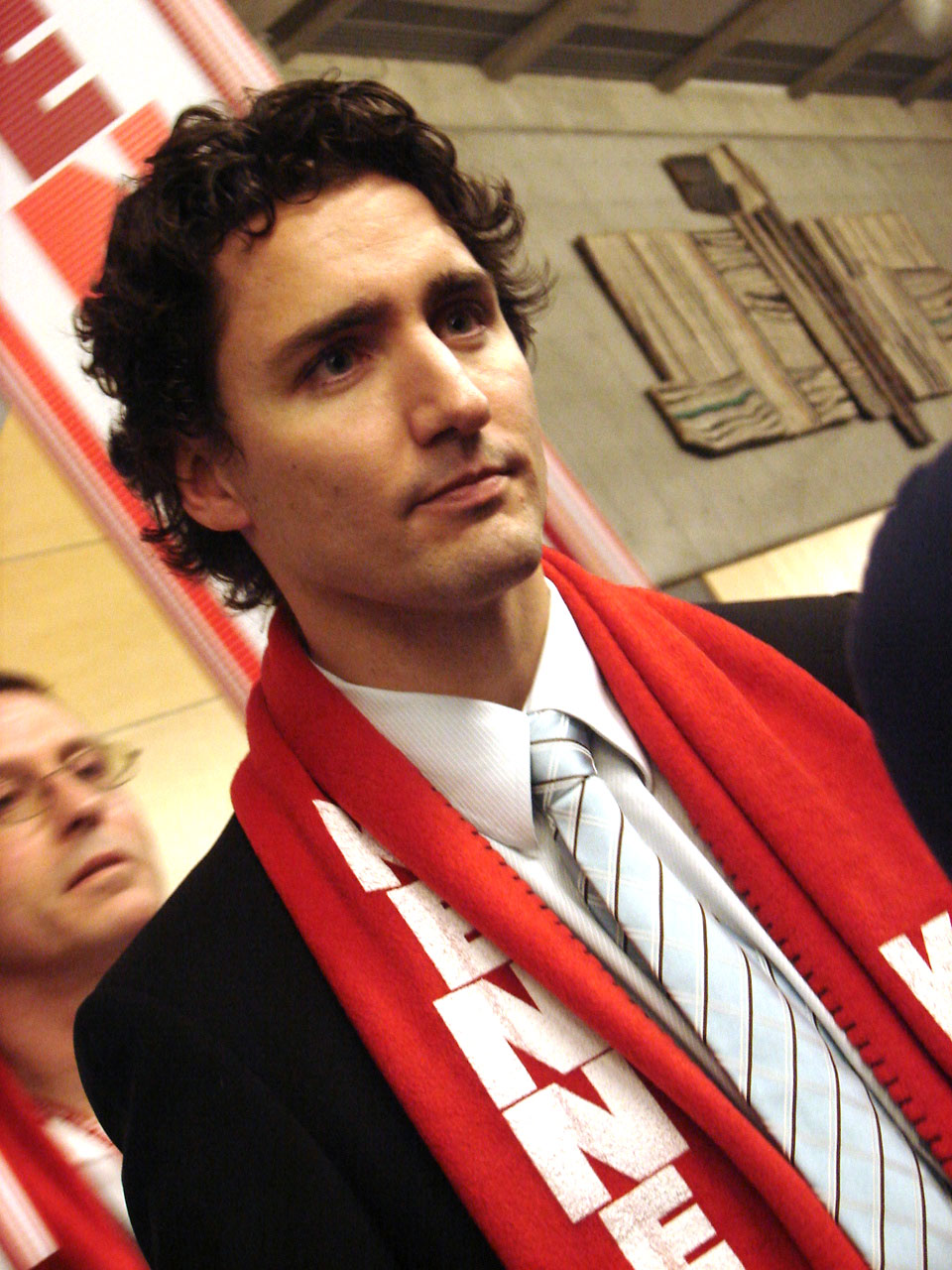
Justin Trudeau donant suport a Gerard Kennedy el 2006.

El 29 abril de 2007, Trudeau va ser elegit pels militants del Partit Liberal del Canadà com a candidat a la circumscripció de Papineau a les eleccions federals. El 2011, va aconseguir guanyar l'escó després de vèncer la diputada Vivian Barbot del Bloc Québécois i va ser reelegit en uns comicis en els quals el partit liberal va passar a ser la tercera força política.

### Líder del Partit Liberal
El 25 de setembre de 2012 Trudeau va anunciar la seva candidatura per a esdevenir líder del partit després de la dimissió de Michael Ignatieff pels mals resultats a les eleccions federals de Canadà de 2011. Va competir amb cinc altres candidatures, Martin Cauchon, Deborah Coyne, Martha Hall Findlay, Joyce Murray i Karen McCrimmon. L'abril de 2013 va ser escollit nou líder amb el 80,1% dels 104.000 vots emesos.

### Primer mandat com primer Ministre
El 19 octubre 2015 Trudeau va guanyar les eleccions generals després de derrotar el conservador Stephen Harper. El Partit Liberal va aconseguir la majoria absoluta a la Cambra dels Comuns amb 180 dels 338 escons, mentre que el Partit Conservador en va aconseguir 99 i els socialdemòcrates es van obtenir 44. Justin Trudeau va realitzar una campanya porta a porta amb propostes econòmiques contràries a l'austeritat fiscal i va aconseguir canviar els sondejos amb una victòria més àmplia del que predeien les enquestes.
Després de la victòria, va esdevenir Primer Ministre i va fer el jurament al càrrec el 4 de novembre. Tot seguit va comunicar la prioritat de reduir els impostos de la classe mitjana i augmentar els dels més rics, a més de millorar les relacions amb els pobles nadius i crear un govern transparent i obert. L'endemà d'assumir el càrrec, va comunicar al president dels Estats Units, aleshores Barack Obama, la intenció de retirar les tropes canadenques del combat contra Estat Islàmic.

### Segon mandat com primer Ministre
En les Eleccions federals del Canadà de 2019 el partit liberal encapçalat per Troudeau va obtenir el 33.12% dels vots i va passar de 184 a 157 diputats d'un total de 338. Trodueeau va formar un nou govern en minoria.
Durant el seu segon mandat, el seu govern va enfrontar la pandèmia de COVID-19, va anunciar una prohibició d'armes "a l'estil d'assalt" en resposta als atemptatss de Nova Escòcia del 2020 i va llançar un programa nacional d'atenció infantil. Va ser investigat per tercera vegada pel comissari d'ètica per la seva part en l'escàndol de WE Charity, quan davant un comitè parlamentari es va desvelar que l'emtitat havia pagat fins a 425,000 dòlars a la famiília de Troudeau abans d'obtenir un contracte federal, però va ser absolt de delictes.

### Tercer mandat com primer Ministre
En les eleccions de 2021, el Partit Liberal obtingué el 32.62% dels vots i 160 diputats, i Trudeau encapçalà un nou govern en minoria amb el suport extern del Nou Partit Democràtic (NDP) per protegir-los de possibles mocions de confiança que podrien fer caure el govern. L'acord es va establir fins al juny de 2025.
Durant el seu tercer mandat, Trudeau va invocar la Llei d'emergències en resposta a les protestes contra les restriccions i polítiques de vacunació per la COVID-19 (la primera vegada que la llei havia entrat en vigor des que es va promulgar el 1988) i va respondre a la invasió russa d'Ucraïna d'acord amb els Estats Units, imposant sancions a Rússia i autoritzant l'exèrcit a intervenir en la guerra en suport a Ucraïna, així com augmentant la despesa militar, pressionat pel govern dels Estats Units. L'augment de la inflació post pandèmia va afectar Canadà i les perspectives econòmiques de la població. Tot i les dades oficials de creixement econòmic, l'augment del cost de la vida, en especial de les hipoteques, donà lloc a una crisi de l'habitatge, afectà la popularitat del seu govern i les perspectives electorals del Partit Liberal.
Segons les enquestes, l'aprovació de Justin Trudeau com a primer ministre baixà des de més d'un 60% a l'inici del seu primer mandat el 2015 fins a un 28% a l'estiu de 2024. El juny de 2024 els canadencs que desaprovaven la seva gestió arribaven al 67%. A principis de setembre de 2024 el NDP li va retirar el suport, i tot això va superar una moció de confiança del partit conservador el 25 de setembre, però finalment el 6 de gener de 2025 va dimitir com a primer ministre i com a líder del partit liberal, sent rellevat el març de 2025 per Mark Carney, exgovernador del Banc del Canadà de 2008 a 2013 i del Banc d'Anglaterra de 2013 a 2020. Abans, Trudeau va imposar aranzels per valor de 100.000 milions de dòlars a productes nord-americans en resposta a l'entrada en vigor d'augments d'aranzels per part dels Estats Units.

### Dimissió
Els resultats electorals del Partit Liberal, que governava en minoria i havia perdut alguns bastions importants, i la lluita interna per substituir Trudeau va dur, a finals de 2024, a l'esclat d'una important crisi en el govern canadenc. El 19 de setembre va dimitir el ministre de Transports, Pablo Rodriguez; més endavant van fer-ho els diputats Randy Boissonnault i Sean Fraser; i el 16 de desembre va sortir del gabinet Chrystia Freeland, ministra d'Economia. El 6 de gener de 2025, Trudeau va anunciar que deixaria el càrrec després de les primàries del PL. El 9 de març, les bases del partit van triar Mark Carney com a nou líder, i el dia 14 va prendre possessió del càrrec de Primer Ministre.

## Posicions polítiques

### Tarifació del carboni
El febrer de 2015, anuncia que el govern adoptaria una política de tarifació del carboni, amb un preu base per tot el país, deixant a cadascuna de les províncies establir els seus propis objectius. Considerava que aquesta mesura permetria avançar en el desenvolupament de la indústria de sorres de quitrà i la construcció d'oleoductes, preservant el medi ambient i millorant la reputació del Canadà.

### Reforma democràtica
Està a favor d'un procés obert de nominació de candidatures i de l'eliminació de tota publicitat governamental partidista. En un debat entre els candidats, al liderar el partit, es va pronunciar en contra d'una manera d'escrutini proporcional, posició denunciada per l'organització Fair Vote Canada, organisme ciutadà defensor de la reforma electoral.

### Reforma del Senat
Ja abans de ser primer ministre, el gener de 2014, va anunciar un pla de reforma pel qual només els diputats elegits de la Cambra dels Comuns podrien ser membres del caucus liberal nacional, a la vegada que es va comprometre a "establir un procés públic, obert i transparent per a nomenar i confirmar els senadors i només nomenar-ne d'independents".

### Transparència
Després de l'escàndol de Mike Duffy que va posar en evidència la manca de control de les despeses dels senadors, el juny de 2013 va proposar un pla que tenia com a objectiu de fer públiques trimestralment totes les despeses dels diputats i senadors en matèria de viatges. També va anunciar la presentació d'un projecte de llei destinat a l'obertura al públic de les deliberacions de l'Oficina d'Economia Interna de la Cambra dels Comuns. El juny de 2014, va presentar al Parlament un projecte de llei amb diverses esmenes a la llei d'accés a la informació. Aquestes esmenes donarien al Comissionat d'Informació el poder d'ordenar al govern de revelar documents i forçar el govern a ser "obert per defecte". També incorporava diverses recomanacions formulades per la Comissionada Suzanne Legault, un projecte de llei que va ser ben acollit pels mitjans de comunicació.

### A favor de l'avortament i del matrimoni entre persones del mateix sexe
Justin Trudeau ha declarat en diverses ocasions d'estar a favor del dret a decidir de les dones, una posició que ha generat rebuig per part dels grups antiavortistes i que ha estat present durant la campanya electoral. El 2014 va prohibir que els membres del seu partit que s'oposessin a l'avortament poguessin ser candidats si no es comprometien a votar-hi a favor. Va argumentar que volia un govern absolutament a favor de decidir i que «no era el paper de cap govern ordenar a les dones què fer amb el seu cos».
També s'ha manifestat a favor del matrimoni entre persones del mateix sexe i ha participat en diverses manifestacions de la comunitat LGTBIQ. Justin Trudeau va manifestar que l'avortament i el matrimoni entre persones del mateix sexe fromaven part dels seus «principis bàsics». Va expressar que no podria «complaure» als que hi estiguessin en contra, ja que havia de ser fidel a les seves pròpies idees.

### Legalització de la marihuana
Trudeau es mostra obertament a favor de la marihuana. Va considerar que les despeses relacionades amb la criminalització de la substància pel govern de Harper, estimades al voltant de 500 milions de dòlars per any, representaven una pèrdua i que la legalització implicaria la reducció de guanys per part dels traficants i el crim organitzat. Ha realitzat declaracions públiques reconeixent que ell mateix ha fumat marihuana en alguna ocasió i que el fet que el seu germà fos processat per possessió de cànnabis el va empènyer a prendre aquesta postura.

### Política internacional
Durant la seva primera visita a Washington, el 24 d'octubre de 2013, va afirmar que el Canadà havia d'involucrar-se més en l'escena internacional i intervenir-hi de manera constructiva, en particular en el conflicte entre Israel i Palestina. Considera que les antigues missions de pau en les quals el Canadà va tenir un paper important durant la Guerra Freda ja no s'adapten a les realitats actuals.
Es va posicionar a favor de signar Tractat de Comerç d'Armes signat pels EUA i més de 90 països que el 2013 el Primer Ministre Stephen Harper es va negar a signar. Durant la campanya electoral, Trudeau es va comprometre a no participar en la coalició internacional liderada pels Estats Units en els bombardejos contra el grup terrorista Estat Islàmic a Síria i a l'Iraq, malgrat que sí que es va mostrar partidari a ajudar les forces locals contra Estat Islàmic i a augmentar l'ajuda humanitària. En la crisi de refugiats el Partit Liberal es va comprometre a acceptar immediatament 25.000 persones provinents de Síria i a invertir 100 milions de dòlars per a l'acollida malgrat l'oposició de Harper, que durant la campanya electoral va ser acusat d'ordenar als funcionaris d'interrompre la tramitació de les peticions d'asil.
Amb el gir proteccionista imposat per Donald Trump, el nou president dels Estats Units des de 2017, especialment en els sectors de l'automoció i l'agropecuari. L'Àrea de Lliure Comerç d'Amèrica del Nord es va renegociar i el 30 de novembre de 2018 fou signat l'Acord Estats Units-Mèxic-Canadà per Donald Trump, el President de Mèxic Enrique Peña Nieto, i Justin Trudeau. El 10 de desembre de 2019 es va modificar el protocol i va entrar en vigor l'1 de juliol de 2020.

### Religió
Trudeau és catòlic i diu creure «en els principis comuns a totes les grans religions». No obstant això, és escèptic dels dogmes de l'església romana. Sobre la incidència de la religió en l'Estat, es posiciona a favor de l'estat laic i considera aquesta postura com un tret natural de la ideologia liberal.

### Igualtat de gènere
Trudeau va dir estar «orgullós de ser feminista». Va expressar que el Partit Liberal és contundent a l'hora de defensar dels drets de les dones i que són el partit de la Carta Canadenca dels Drets i les Llibertats. Durant la campanya de les eleccions de 2015 es va comprometre a formar un consell de ministres paritari amb igual nombre d'homes que de dones. Després de jurar el càrrec de Primer Ministre va ser consultat sobre per què considerava que la paritat de sexes era important i va respondre: «perquè som al 2015».

## Publicacions
- Common ground (2014)